# Đảo Quang Ảnh
Đảo Quang Ảnh (tiếng Anh: Money Island; tiếng Trung: 金银岛; bính âm: Jīnyín dǎo, Hán-Việt: Kim Ngân đảo) là một đảo san hô thuộc nhóm đảo Lưỡi Liềm của quần đảo Hoàng Sa. Đảo này nằm về phía tây nam của đảo Hữu Nhật và đá Hải Sâm nhưng chệch ra bên ngoài vành san hô cong đặc trưng cho khu trung tâm nhóm Lưỡi Liềm.
Đảo Quang Ảnh là đối tượng tranh chấp giữa Việt Nam, Trung Quốc và Đài Loan. Hiện nay Trung Quốc đang kiểm soát đảo này.

## Tên gọi
Tên đảo được đặt theo tên của vị cai đội Hoàng Sa Phạm Quang Ảnh dưới triều Nhà Nguyễn. Năm 1815, vua Gia Long ra lệnh cho Phạm Quang Ảnh và đội Hoàng Sa ra Hoàng Sa xem xét đo đạc thủy trình. Tên quốc tế Money Island của đảo được đặt khoảng thập kỷ 1830, do viên thuyền trưởng người Anh, Daniel Ross (1780-1849), thuộc Hải quân Công ty Đông Ấn (Anh Quốc) đặt ra nhân chuyến khảo sát quần đảo Hoàng Sa ở bãi Hải Sâm. Daniel Ross lấy tên Money đặt cho đảo để ghi danh William Taylor Money (1769-1834), giám đốc (superintendent) nhiệm kỳ (1803-1810) của hãng Hàng hải Bombay thuộc Hải quân Công ty Đông Ấn (Anh Quốc) (tiền thân của Hải quân Hoàng gia Ấn Độ). Tên gọi Trung Hoa của đảo, Kim Ngân đảo (金银岛), được đặt ra vào thập niên 1940, qua việc dịch từ Money của tiếng Anh thành Kim Ngân (金银) trong tiếng Trung, đều chỉ tiền bạc làm tên đảo.

## Đặc điểm
Đảo hình bầu dục, dài 1.000 m, rộng tối đa 500 m, chu vi khoảng 2.500 m, diện tích khoảng 0,4 km² và cao 6 m. Rạn san hô trải rộng về phía đông và lớn gấp nhiều lần diện tích của đảo. Đá ngầm xung quanh đảo rất sắc nhọn khiến tàu lớn không thể đến sát trừ khi dùng thuyền nhỏ để chèo vào.

### Môi trường
Phía ngoài đảo là các cây mọc trên đất giàu phosphat và một loài cây giống cây mít nhưng không có quả. Trong khu vực giữa đảo, ngoài một số cây cao tới 5 m còn có một bãi cỏ dại được bao bọc bởi một vành đai cây gai cao khoảng 1,5 m và dày khoảng 30 m. Có rất nhiều chim biển cư ngụ trên đảo. Đảo không có nước ngọt ngoài trừ nước mưa lại thêm địa hình hiểm trở nên không mấy người lên đảo.